# Mi smo stare pizde
Mi smo stare pizde je šesti studijski album idrijske pop punk skupine Zablujena generacija, izdan leta 2008 pri založbi Panker Studio. Vsebuje dve priredbi, in sicer »Predsednik ZDA« kantavtorja Janija Kovačiča in »Metulj« skupine Šank rock.
Max Modic je skupino v Mladini po minimalističnem pristopu primerjal z Ramonesi in album ocenil s 5 zvezdicami.
Skupina je s pesmijo »Kdo hoče plesati z menoj?« nastopila na EMI 2007 (selektivno tekmovanje za Pesem Evrovizije 2007), kjer je bila v končnem izboru uvrščena na 4. mesto. Zmagala je Alenka Gotar s pesmijo »Cvet z juga«.

## Seznam pesmi
Vse pesmi je napisala skupina Zablujena generacija, razen kjer je to navedeno.
| Št. | Naslov                          | Dolžina |
| --- | ------------------------------- | ------- |
| 1.  | „Bodi ti (To kar si)‟           | 3:04    |
| 2.  | „Kdo hoče plesati z menoj?‟     | 2:37    |
| 3.  | „Metulj‟ (Šank Rock)            | 3:40    |
| 4.  | „090‟                           | 3:31    |
| 5.  | „Razdalja‟                      | 3:36    |
| 6.  | „Samo svoja‟                    | 4:06    |
| 7.  | „Egotrip‟                       | 3:06    |
| 8.  | „Gremo drugam‟                  | 3:19    |
| 9.  | „Predsednik ZDA‟ (Jani Kovačič) | 2:21    |
| 10. | „Mi smo stare pizde‟            | 3:54    |
| 11. | „Stereo Stereo‟                 | 3:20    |

## Zasedba

### Zablujena generacija
- Primož Alič — vokal, kitara
- Ramon — kitara
- Gregor Alič – Hanson — bas kitara
- Igor Seljak — bobni